# Большая синица
Больша́я сини́ца, или больша́к (лат. Parus major), — широко распространённая птица из семейства синицевых, отряда воробьинообразных. Обитает на всей территории Европы, Ближнего Востока, Центральной и Северной Азии, в некоторых районах Северной Африки. В дикой природе встречается в разнообразных лесах, обычно на открытых участках, опушках, по берегам водоёмов. Это, как правило, неперелётные птицы, и большинство больших синиц не мигрирует, кроме очень суровых зим. Обычно в этот вид включается множество подвидов. Большая синица остаётся самым крупным и наиболее многочисленным из всех встречающихся видов рода синицы, в частности в России.
Синица выделяется чёрной головой и шеей, бросающимися в глаза белыми щеками, оливковым верхом и жёлтым низом, с некоторыми вариациями среди многочисленных подвидов. Летом питается преимущественно мелкими насекомыми и другими беспозвоночными. Зимой переходит на более разнообразный корм. Как и все синицы, гнездится в дуплах и пустотах деревьев, а также в разнообразных нишах как природного, так и антропогенного происхождения. Самка откладывает до 12 яиц и высиживает их в одиночку, хотя оба родителя кормят птенцов. За небольшим исключением, размножается с конца января по сентябрь, делая две кладки в год. Синицы хорошо приспосабливаются к человеческому вмешательству в среду, часто встречаются в крупных городах и других населённых пунктах, в пригородах, в садах и парках, однако неволю переносят плохо. На больших синицах также проводят важные исследования по орнитологии, генетике и поведению.

## Описание

### Внешний вид

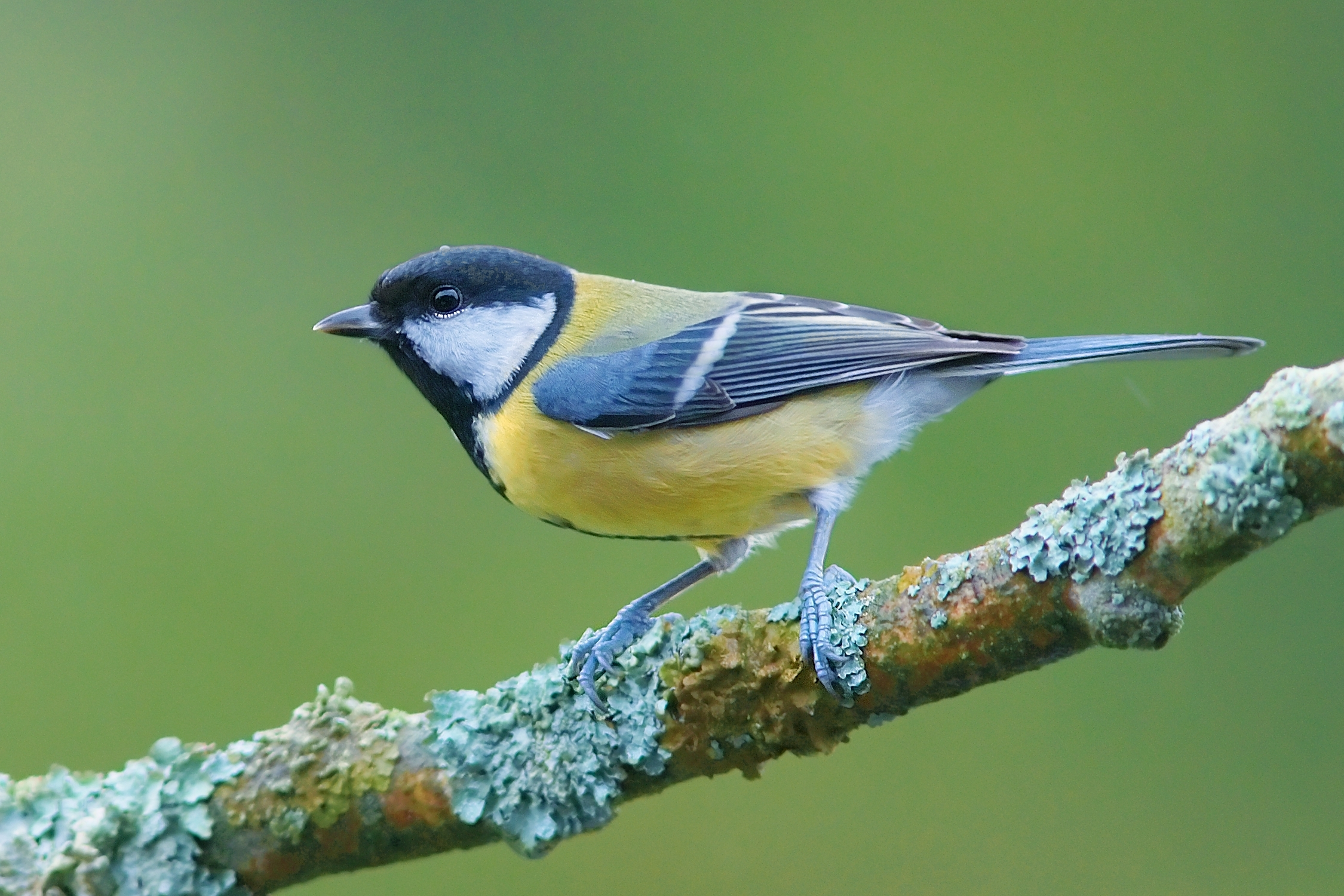
Самец

Подвижная, вертлявая птица. Самая крупная синица в Европе — размером примерно с воробья; имеет достаточно длинный хвост. Длина 13—17 см, масса 14—21 г, размах крыльев 22—26 см. Имеет довольно яркое оперение, среди других птиц выделяясь прежде всего ярко-жёлтым брюшком с «галстуком» — широкой чёрной полосой от груди до гузки. Верх головы, или шапочка, чёрный с синим металлическим блеском. Щёки белые. На затылке желтовато-белое пятно. Вокруг шеи чёрная полоса-ошейник, горло и грудь чёрные с небольшим голубоватым отливом. Спина жёлто-зелёная либо голубовато-серая с небольшим оливковым оттенком на плечах, крылья и хвост голубоватые. На трёх крайних рулевых имеются белые вершины, вместе образующие поперечную светлую полоску. На крыле также заметна тонкая белая поперечная полоса.

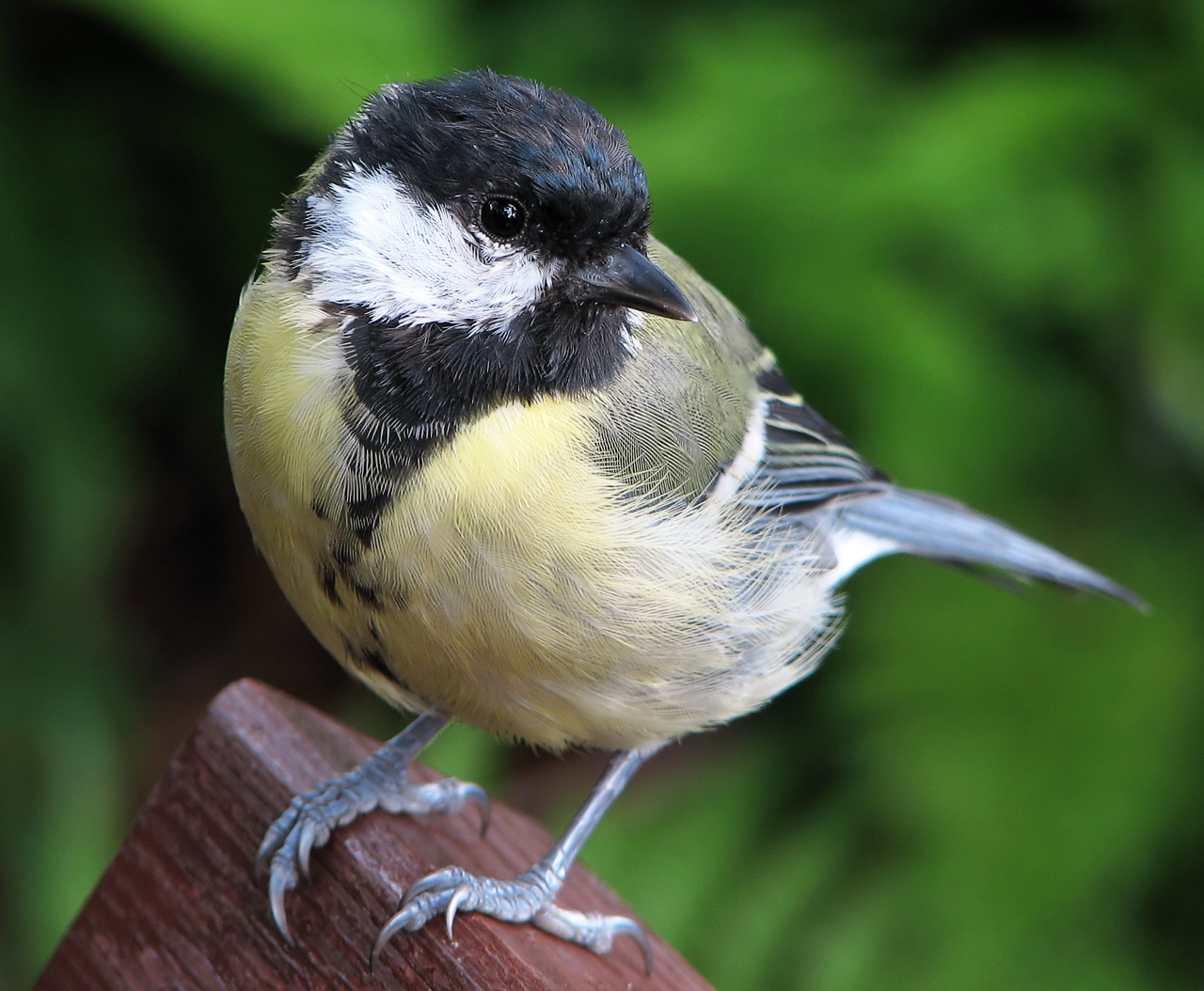
Самка

Самки похожи на самцов, однако в целом немного более тусклые — чёрные тона на голове и груди имеют более серый оттенок, ошейник и чёрная полоса на брюхе тоньше и иногда может прерываться. Каёмка на верхних и средних кроющих скорее зеленовато-серая, нежели чем зеленовато-синяя у самцов. Подхвостье более белое. Молодые птицы похожи на самок, однако шапочка у них скорее буроватая либо буровато-оливковая, а пятно на затылке маленькое и расплывчатое. У вида хорошо выражена географическая изменчивость — выделяют более 30 подвидов, отличных по оттенкам окраски спины, надхвостья, груди, боков, интенсивности белого цвета на рулевых. Кроме того, ряд подвидов демонстрируют небольшие экологические различия.

### Пение
Большая синица обладает богатым голосовым репертуаром — специалисты выделяют до 40 вариаций издаваемых ею звуков. При этом одна и та же особь одновременно способна чередовать три — пять вариантов, различных по ритму, тембру, относительной высоте звуков и количеству слогов. Особенно активен самец, поющий в течение почти всего года, за исключением поздней осени и ранней зимы.

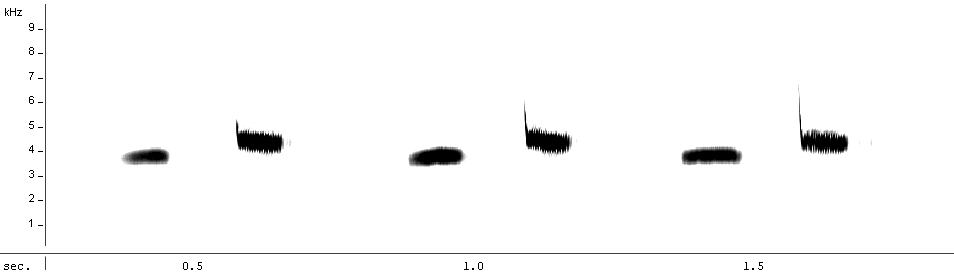
Спектрограмма пения большой синицы

Песня — громкий перезвон «ци-ци-ци-пи», «ин-чи-ин-чи», крик — звонкое «пинь-пинь-чрррж». Весной однообразная песня «зин-зи-вер», «зинь-зинь». Она то нежно и тихо посвистывает, то заведёт громкую перекличку: «пинь-пинь-пинь», вроде зяблика, то испуганно затрещит: «пинь-тарара» или с бесконечными интонациями повторяет свой двухсложный посвист: «фи-фи». В конце зимы, приблизительно с февраля, большие синицы становятся оживлённее. В оттепель уже слышится их двух- или трёхсложный напев — ритмичное повторение звенящих или иногда как бы «звякающих» звуков («ци-ци-фи-ци-ци-фи» или «цу-ви-цу-ви-цу-ви»). У каждого певца интонация своеобразная. День за днём эти напевы становятся громче и длиннее, невольно привлекая внимание своей оригинальностью. Аналогичное стрекотание имеется и у зяблика, однако у синицы оно имеет более звонкий тембр. Песня часто звучит при общении между членами пары, либо когда птица возбуждена. Кроме собственно пения, имеется и так называемая подпесня — мелодичное тихое щебетание, «мурлыканье», чаще всего исполняемое в феврале или марте.

## Распространение

Большая синица (Parus major)
Восточная синица (Parus minor)
Серая синица (Parus cinereus)
Распределение видов синиц

### Ареал
Распространена в Евразии на всём протяжении с запада на восток, а также на северо-западе Африки. В Европе встречается почти повсеместно, за исключением Исландии и безлесого крайнего севера Скандинавии, Кольского полуострова России. В Азии отсутствует в приполярных и полярных районах Сибири, в высокогорье и зоне пустынь Центральной и Средней Азии, на Ближнем Востоке южнее Израиля, Сирии и северного Ирака. В Скандинавии и Финляндии на север поднимается до 68° с. ш. Восточнее отмечена в районе Архангельска, ещё восточнее в верховьях Печоры. В бассейнах Оби, Енисея и в долине Лены не встречается севернее 61-й параллели. За пределами материка отмечена на Британских, Балеарских, на Корсике, Сардинии, Сицилии, Крите и других островах Эгейского моря, Кипре.

### Места обитания

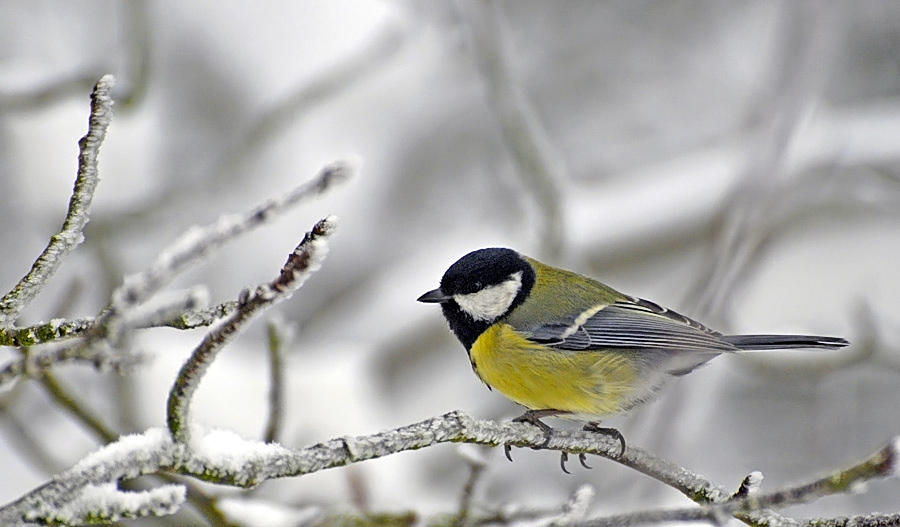
В холодное время года большая синица остаётся в местах гнездовий либо кочует на небольшие расстояния

В гнездовой период населяет леса самых разных типов, чаще всего лиственные и смешанные, где встречается на открытых участках, опушках, вдоль речных долин и по берегам озёр. В Европе наибольшей численности достигает в зрелых дубовых лесах, где имеется изобилие пустот в деревьях. В Сибири гнездится по окраинам тайги, как правило не далее 10—15 км от жилья человека. В сплошном тёмном лесу встречается редко. Обычно в лесостепной зоне, где концентрируется в прибрежных зарослях ивняка и берёзовых рощах, а также на открытых пространствах с редкими деревьями. В Монголии обитает на лесистых холмах и в полупустынном ландшафте. В горах поднимается в швейцарских Альпах до 1950 м, в горах Атласа до 1850 м над уровнем моря.
Образование городов и хозяйственная деятельность человека благоприятно сказалась на распространении этой птицы — вырубка лесов способствовала увеличению подходящих мест для гнездовий, а зимняя подкормка помогает перенести неурожайные годы. Синица охотно селится в садах, парках (в том числе и городских), садоводствах, по окраинам полей, в лесопосадках и оливковых рощах. Зимой сбивается в смешанные стайки с другими птицами и кочует в поисках корма.

## Размножение

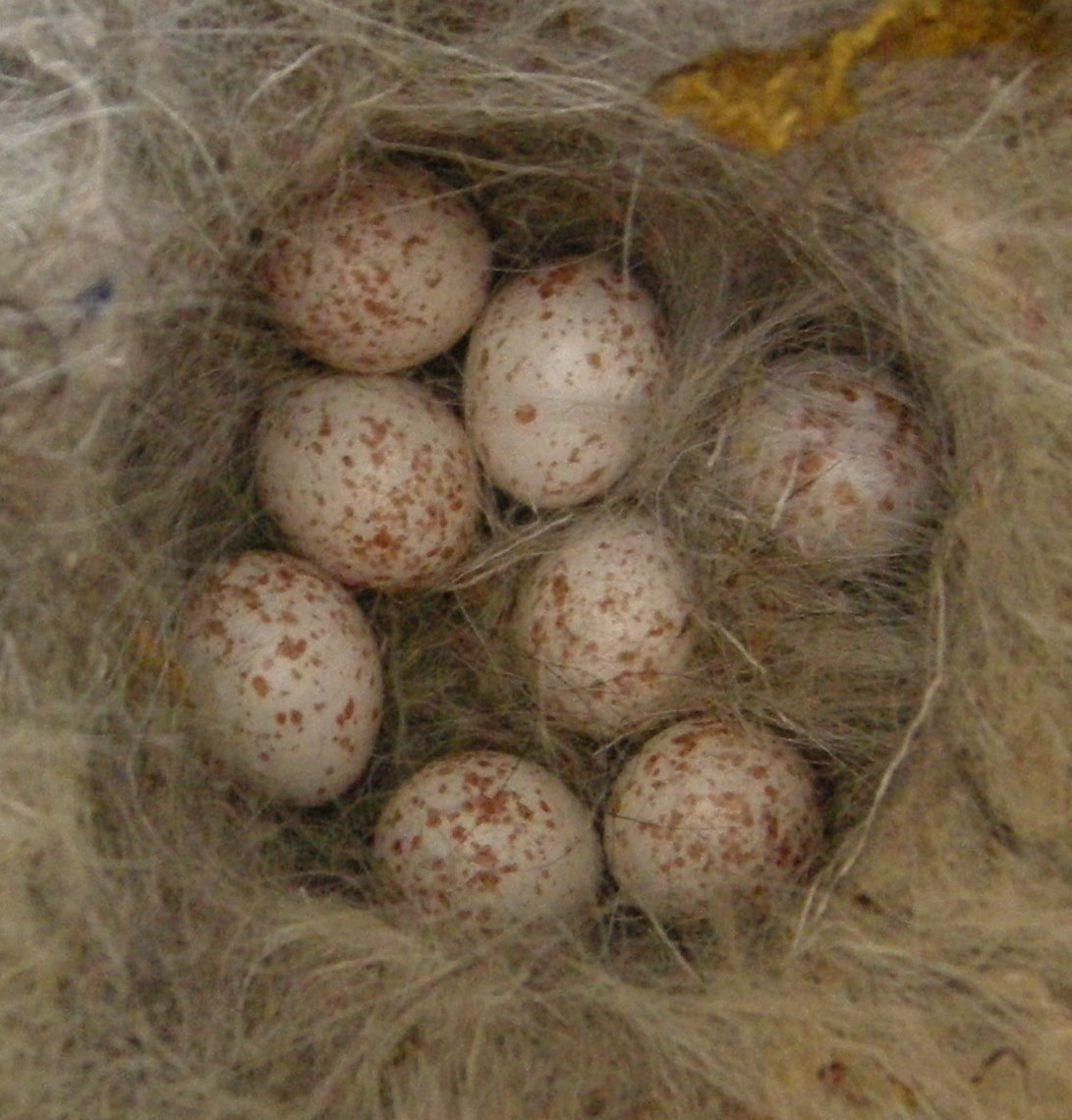
Кладка яиц

Моногамна или изредка полигамна, многие пары сохраняются несколько лет подряд. На большей части ареала сезон размножения продолжается с конца января по сентябрь, при этом кладка яиц часто коррелирует с доступностью корма. Так, британские учёные обнаружили, что в результате глобального потепления птицы в последние годы начали откладывать яйца несколько раньше, чем обычно, что вызвано более ранним появлением гусениц — основной пищи в сезон размножения. Размножение может происходить в течение всего года с пиком кладки яиц в Израиле в октябре — декабре. В конце января стайки синиц распадаются, и птицы занимают гнездовые территории, становясь агрессивными по отношению к пришельцам. В Израиле стаи не образуются, и птицы охраняют свою территорию в течение всего года. Во время ухаживания самец держится несколько выше самки, скачет с ветки на ветку со слегка распущенными крыльями и хвостом, взлетает вверх и мягко планирует к месту будущего гнезда, ритуально кормит партнёршу.

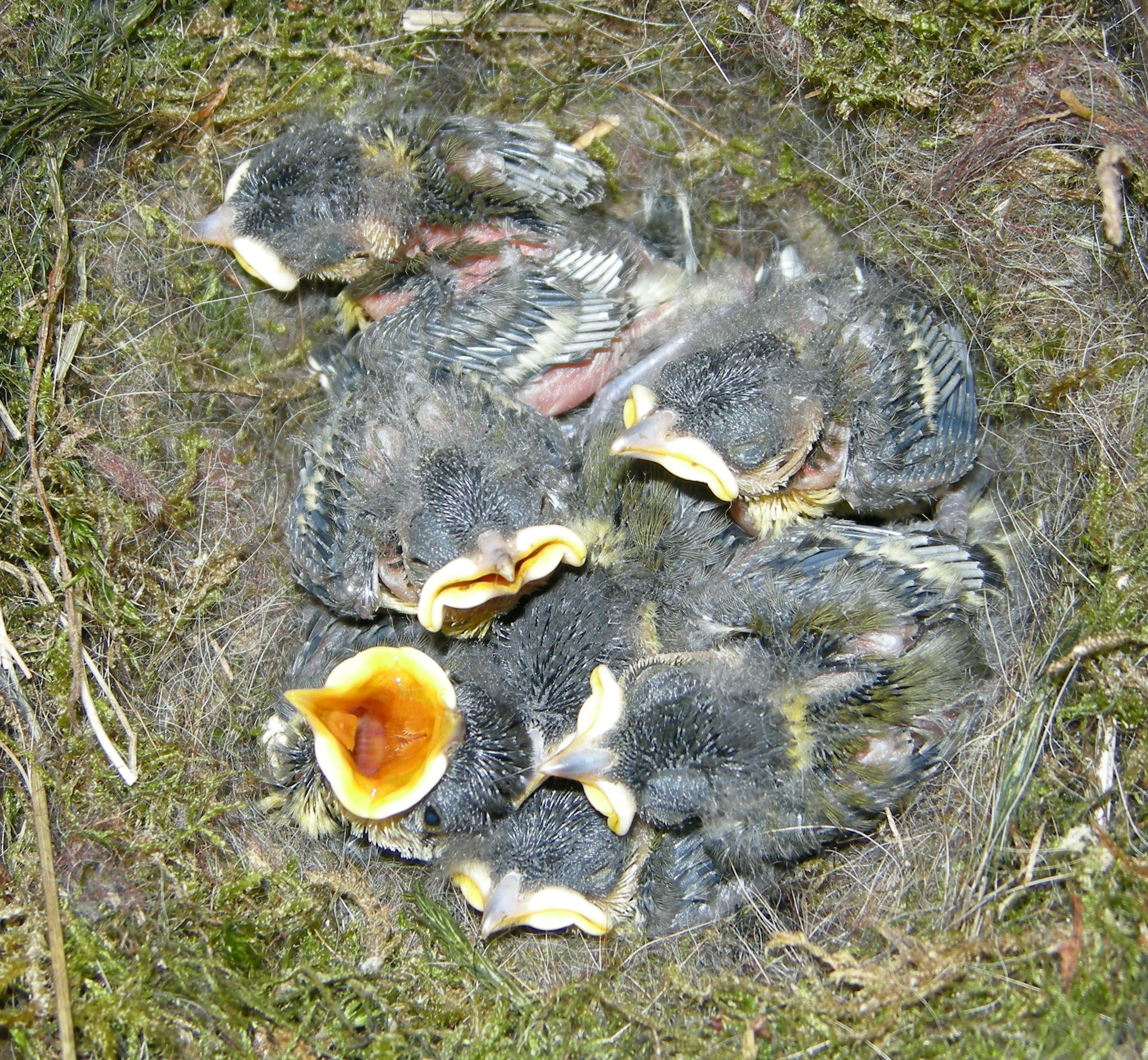
Гнездо с выводком

На Украине и юге России первые песни самца можно услышать в середине февраля, на севере на одну или две недели позже. Для гнезда чаще всего выбирается дупло дерева на высоте 1,5—5 м от земли, однако в случае недостатка подходящих мест может быть использовано и иное закрытое место — мышиная нора, пустота в наружной стене постройки, расщелина в скале либо стене, искусственная дуплянка, синичник. О пластичности этой синицы в выборе места размножения может служить такой пример — в 1980-х годах специалисты зарегистрировали факт устройства гнезда в стволе пушки, стоящей во дворе Музея артиллерии в центре Санкт-Петербурга. Редко занимает неиспользуемые гнёзда белки, дупла дятлов и старые гнёзда сорок и других хищных птиц. Известны случаи и разорения кладок других птиц, в частности мухоловки-пеструшки. Строительством и обустройством гнезда занимается исключительно самка. В качестве основного материала используются мох, тонкие веточки, прошлогодние стебли трав, лишайники, а также шерсть животных, перья, коконы пауков и паутина — этой массой заполняется внутреннее пространство укрытия. В населённых пунктах иногда в ход идёт также и мягкий мусор — вата, обрывки ниток и т. п. Диаметр лотка 40—60 мм, глубина 40—50 мм. Гнёзда могут разоряться дятлами, белками и ласками, в них могут завестись блохи, птенцы и взрослые птицы могут преследоваться ястребами-перепелятниками.

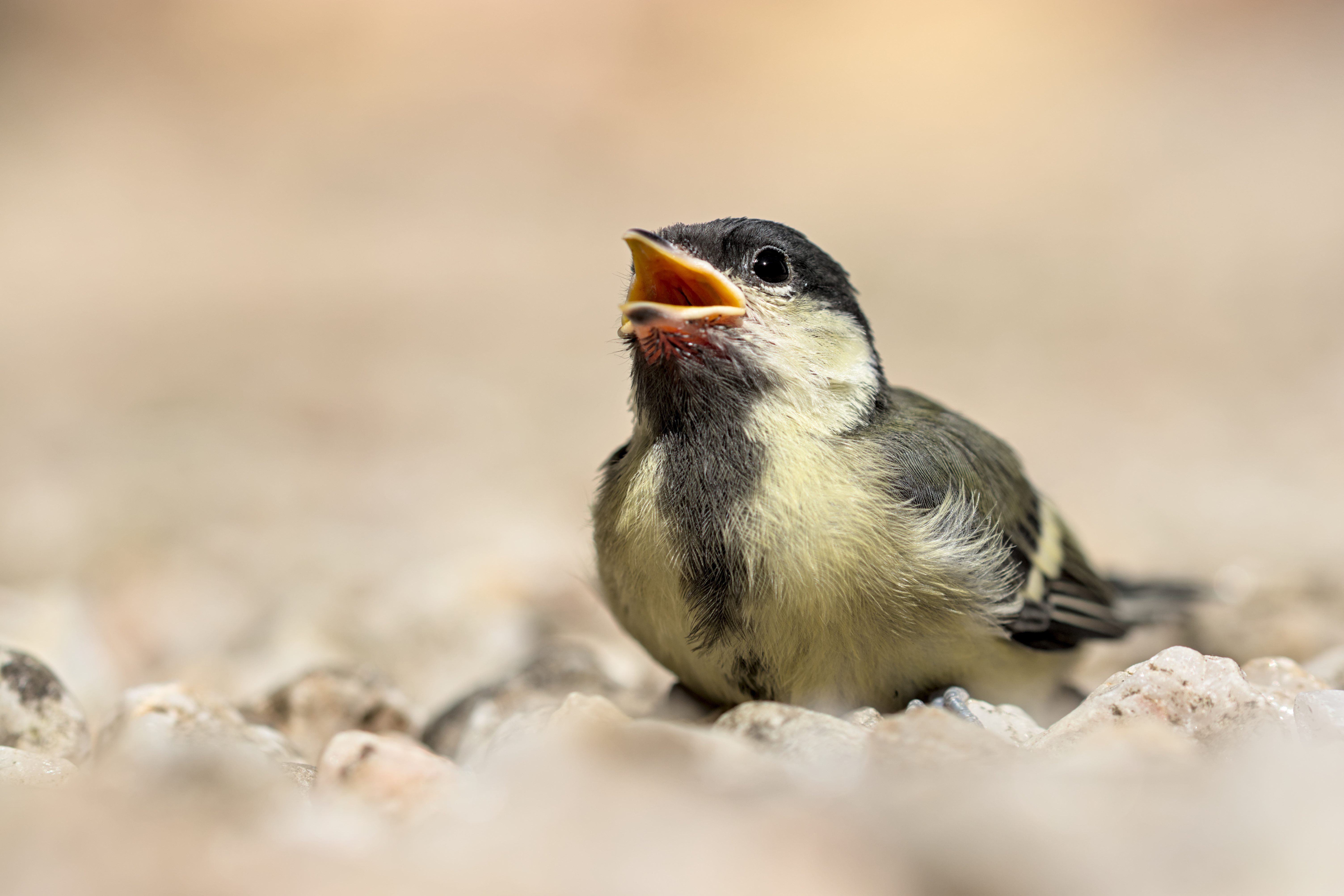
Подросший птенец

В сезон обычно две кладки, первая из которых на большей части ареала приходится на конец апреля — начало мая, а вторая — на июнь. Полная кладка состоит из 5—12 яиц, при этом во второй раз птица обычно откладывает меньшее (обычно на 2 меньше) количество яиц, нежели чем в первый. В некоторых странах Западной Европы специалисты обнаружили интересный феномен — в районах с сильным загрязнением воздуха самка может насиживать пустое, без единого яйца, гнездо. Яйца белые, со слегка блестящей скорлупой, с многочисленными красновато-коричневыми пятнами и крапинами. Размеры яиц (16—20) х (12—15) мм. Самка сидит плотно в течение 12—14 дней, в то время как самец добывает корм и кормит её. При приближении к гнезду человека наседка громко шипит, а при непосредственной опасности взлетает и кружит над гнездом вместе с самцом. Выведшиеся птенцы на голове и спине покрыты серым пухом, полость клюва оранжевая. Потомство вскармливают оба родителя, принося им в гнездо в среднем 6—7 г пищи на каждого птенца в день. Птенцы находятся в гнезде 16—22 дней, после чего приобретают способность к полёту, однако ещё в течение примерно недели полностью зависимы от родителей. Даже спустя это время молодые птицы часто держатся недалеко от гнезда и время от времени подкармливаются родителями. Второй выводок держится вместе с родителями до 50 дней, когда с приходом осени птицы сбиваются в стайки. Максимально известная продолжительность жизни — 15 лет.

## Питание

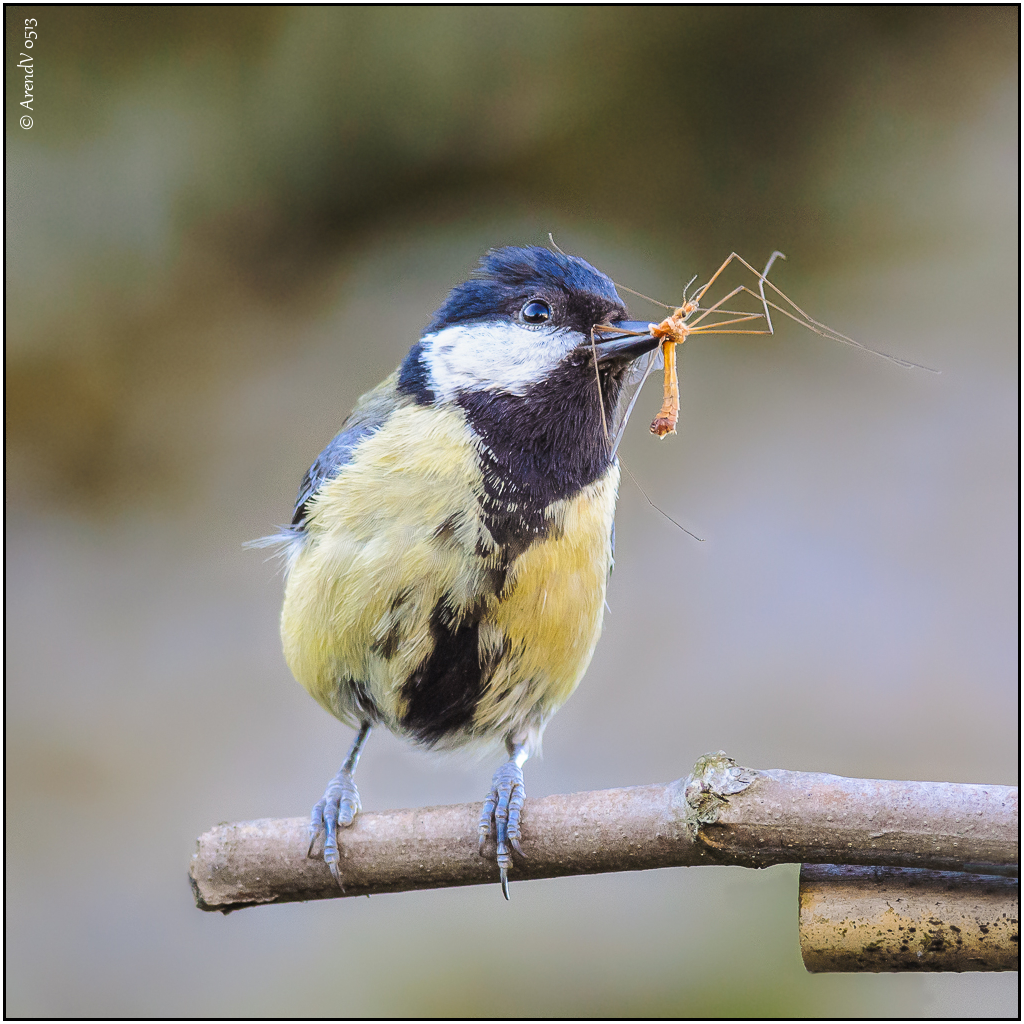
Большая синица с пойманным насекомым

В период размножения питается мелкими беспозвоночными и их личинками, уничтожая большое количество лесных вредителей. Его основу в этот период составляют гусеницы бабочек, пауки, долгоносики и другие жуки, двукрылые (мухи, комары, мошки) и полужесткокрылые (клопы, тли и т. п.). Также употребляет в пищу тараканов, прямокрылых (кузнечиков, сверчков), мелких стрекоз, сетчатокрылых, уховёрток, муравьёв, пчёл (предварительно удалив жало), двупарноногих многоножек, клещей и др. Весной может охотиться на нетопырей-карликов, которые после зимней спячки ещё малоподвижны. Птенцов выкармливает главным образом гусеницами бабочек, длина которых не превышает 1 см. За один раз кормит 3-4 птенцов, после чего остается в гнезде греть их или направляется вновь за добычей насекомых. Интервалы согревания птенцов и поисков пищи составляет примерно по 20\10 минут при наличии невылупившихся яиц и примерно 10\10 минут после вылупливания всех птенцов.
Осенью и зимой возрастает роль разнообразных растительных кормов, в том числе семян европейского бука и лещины. Кормится на полях бросовым зерном ржи, кукурузы, пшеницы, овса. На северо-западе России в качестве корма отмечены плоды и семена следующих растений: сосны, ели, липы, клёна, берёзы, сирени, конского щавеля, лопуха, пикульников, красной бузины, рябины, ирги, черники, подсолнечника и конопли. В отличие от других видов синиц, таких как лазоревки и московки, собственных зимних запасов не делает, однако искусно находит и охотно употребляет в пищу корма, спрятанные другими птицами. Иногда употребляет в пищу падаль. Большая синица хорошо известна в качестве падальщика на тушах копытных млекопитающих. Часто посещает птичьи кормушки, где кормится семечками подсолнуха, остатками пищи, несолёным салом и сливками из оставленных молочных пакетов, а также сливочным маслом.
Корм добывает в кроне деревьев, чаще всего в нижнем ярусе, а также в листве кустарников и подлеска. Иногда ищет опавшие семена и плоды растений на земле. Плоды с твёрдой скорлупой, такие как орехи, предварительно долбит клювом, придерживая добычу лапкой либо зажимая в коре дерева.

### Хищничество
Из всех воробьиных (не считая сорокопутовых, являющихся хищниками) у большой синицы имеется наибольший список объектов охоты, у которых она, убив, выклёвывает мозг — данный факт подтверждён для чечётки, обыкновенной овсянки, мухоловки-пеструшки и, вероятно, желтоголового королька; из млекопитающих — летучих мышей.
Подобным образом большая синица, вероятно, может убивать и других птиц. Начиная с 2000-х годов строго документированные доказательства хищнического поведения больших синиц находят своё отражение в публикациях в научных журналах[каких?]. Так, в 2010 году венгерские и германские орнитологи зафиксировали факт охоты большой синицы на спящих летучих мышей — нетопырей-карликов (Pipistrellus pipistrellus). Аналогичные сведения поступали и ранее из Венгрии, Польши, Швеции, но в данном случае было показано, что синицы специально и систематически искали и убивали летучих мышей для еды. Залетев в пещеру, синицы барражировали вдоль стен, исследуя природные трещины, вытаскивали летучих мышей и клювом разбивали их черепа, после чего объедали мягкие ткани с костей. Правда, ещё в XIX веке британский орнитолог Говард Сондес писал, что в холодную погоду «большая синица атакует маленьких и слабых птиц, разбивая их черепа мощным клювом, чтобы добраться до их мозга; с летучими мышами она обращается в той же манере».
Такое поведение синиц даже нашло отражение в книге о странных животных: англ. «Zombie Tits, Astronaut Fish and Other Weird Animals» («Синицы-зомби, рыбы-космонавты и другие необычные животные»), которая была издана в 2015 году Университетом Нового Южного Уэльса (Австралия). «Синицы-зомби» удостоились включения в название этой книги. В данном случае нарицательное слово «зомби» указывало на склонность синиц к поеданию мозгов у убитых ими животных.
Однако ряд учёных из Польши, Франции и Чехии не считают умерщвление синицами летучих мышей пищевым поведением. В то же время было показано, что большие синицы прилетают на воспроизведение звуков, издаваемых летучими мышами, а также снижают свою «пещерную» активность в случае подкармливания калорийной пищей.

## Классификация
Большая синица была описана Карлом Линнеем в десятом издании его Системы природы в 1758 году. Научное название Parus major, присвоенное Линнеем, состоит из двух латинских слов — лат. parus — синица и лат. major — бо́льший. Таким образом, научное название по смыслу ничем не отличается от используемого в русском языке.
Известно 15 подвидов большой синицы. До недавнего времени в них включали вид восточная синица Parus minor и серая синица Parus cinereus. В настоящее время их рассматривают как самостоятельные виды. Восточная синица отличается меньшими размерами и значительно меньшим распространением зеленоватых и желтоватых оттенков — они сохранены лишь на зашейке и верхней части спины, в то время как нижняя часть туловища грязновато-белая. У серой синицы, обитающей на островах Юго-Восточной Азии, липохромы (пигменты, отвечающие за зеленовато-жёлтые тона) отсутствуют вовсе, из-за чего птица имеет белёсый вид.

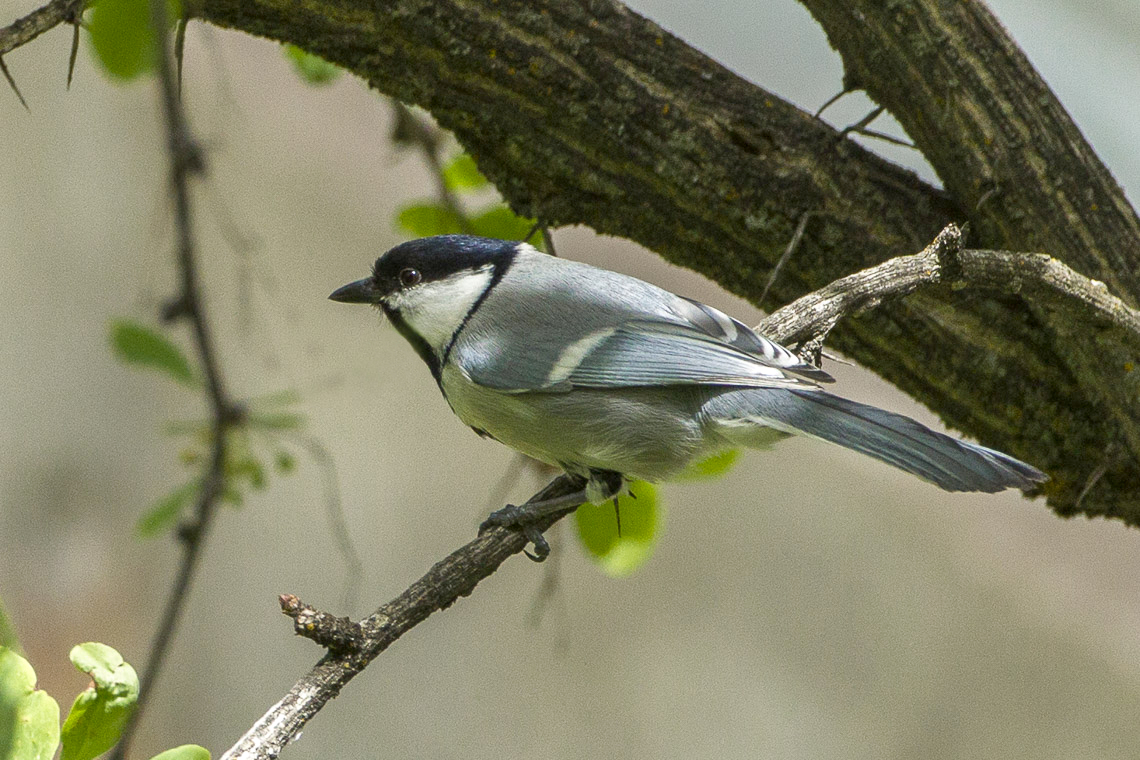
Parus major bokharensis

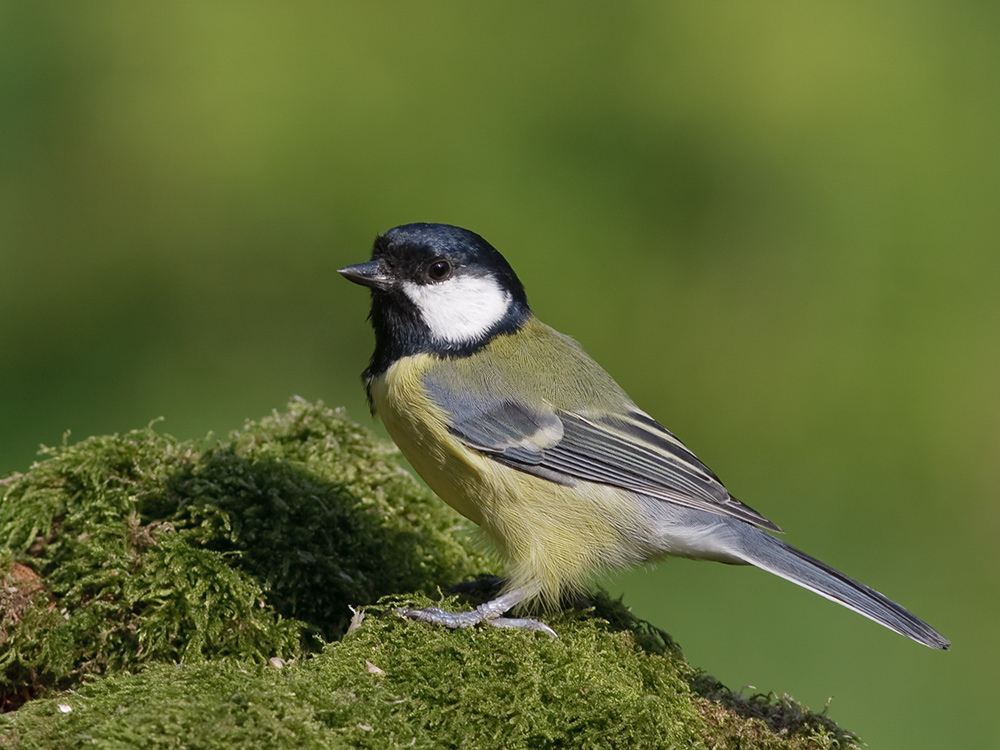
Parus major newtoni

По данным базы Международного союза орнитологов в состав вида Parus major входят 15 подвидов:
- Parus major aphrodite. Описан Дьюлой Мадагарасом[нем.] в 1901 году. Обитает на юге Италии, юге Греции, на островах Эгейского моря, на Кипре
- Parus major blanfordi. Описан Йозефом Пражаком[англ.] в 1894 году. Обитает на севере Ирака, на севере, на севере центральной части и юго-западе Ирана
- Parus major bokharensis. Описан Мартином Лихтенштейном в 1823 году. Обитает в Туркменистане, на севере Афганистана, на юге центральной части Казахстана и в Узбекистане
- Parus major corsus. Описан Отто Кляйншмидтом в 1903 году. Обитает в Португалии, на юге Испании и на Корсике
- Parus major ecki. Описан Адольфом фон Йордансом[нем.] в 1970 году. Обитает на Сардинии
- Parus major excelsus. Описан Леопольдом Буври[нем.] в 1857 году. Обитает на северо-западе Африки (от западного Марокко до северо-западного Туниса)
- Parus major ferghanensis. Описан Сергеем Бутурлиным в 1912 году. Обитает в Таджикистане, Кыргызстане и на западе Китая
- Parus major kapustini. Описан Леонидом Портенко в 1954 году. Обитает на юго-востоке Казахстана (Джунгарский Алатау), крайнем северо-западе Китая (северо-запад Синьцзяна), в Монголии, в Забайкалье, в верхнее течении Амура, в Приморье на север до побережья Охотского моря.
- Parus major karelini. Описан Николаем Зарудным в 1910 году. Обитает на юго-востоке Азербайджана и северо-западе Ирана
- Parus major major. Описан Карлом Линнеем в 1758 году. Обитает в континентальной Европе на север и восток от центральной и северной Испании, северной Италии и Балкан; Сибирь на восток до Байкала, на юг до северного и восточного Казахстана и Алтайских гор; Малая Азия, Кавказ, Азербайджан (за исключением юго-востока).
- Parus major mallorcae. Описан Адольфом фон Йордансом в 1913 году. Обитает на Балеарских островах
- Parus major newtoni. Описан Йозефом Пражаком в 1894 году. Обитает на Британских островах, в Нидерландах, Бельгии и на северо-западе Франции.
- Parus major niethammeri. Описан Адольфом фон Йордансом в 1970 году. Обитает на Крите
- Parus major terraesanctae. Описан Эрнстом Хартертом в 1910 году. Обитает в Ливане, Сирии, Израиле, Иордании и на северо-востоке Египта
- Parus major turkestanicus. Описан Николаем Зарудным и Лоудоном в 1905 году. Обитает на юго-востоке Казахстана и юго-западе Монголии

## Генетика
Молекулярная генетика
- Депонированные нуклеотидные последовательности в базе данных EntrezNucleotide, GenBank, NCBI, США: 1832[24][25].
- Депонированные последовательности белков в базе данных EntrezProtein, GenBank, NCBI, США: 1250[25][26].

Исследования гена митохондриальной ДНК, цитохрома b, показали, что часть подвидов отличается от больших синиц, и эти подвиды были выделены в два отдельных вида — серая синица в Южной Азии и восточная синица в Восточной Азии.
Генетика поведения
Недавно в одной из голландских популяций большой синицы экспериментальным путём был обнаружен однонуклеотидный полиморфизм в гене Drd4 (дофаминовый рецептор D4), что, как предполагают авторы, может быть связано с уровнем любопытства птиц. Линии, отобранные в четырёх поколениях на повышенную или пониженную любознательность, обладали определёнными вариантами замен в нуклеотидной последовательности этого гена. Однако функциональная основа такой связи между наблюдаемым полиморфизмом ДНК и поведением синиц остаётся невыясненной.

## Фотогалерея

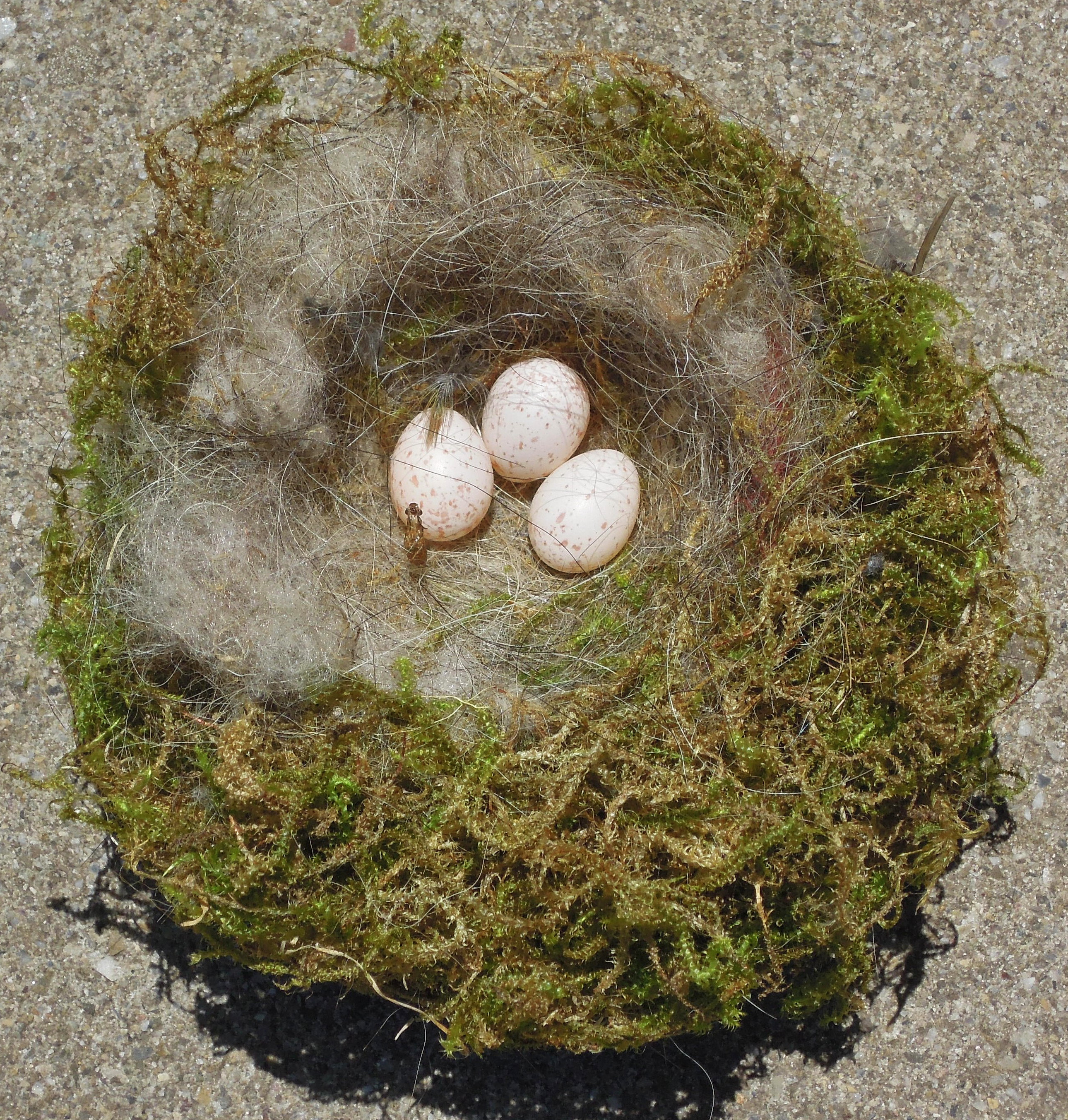
Гнездо с яйцами
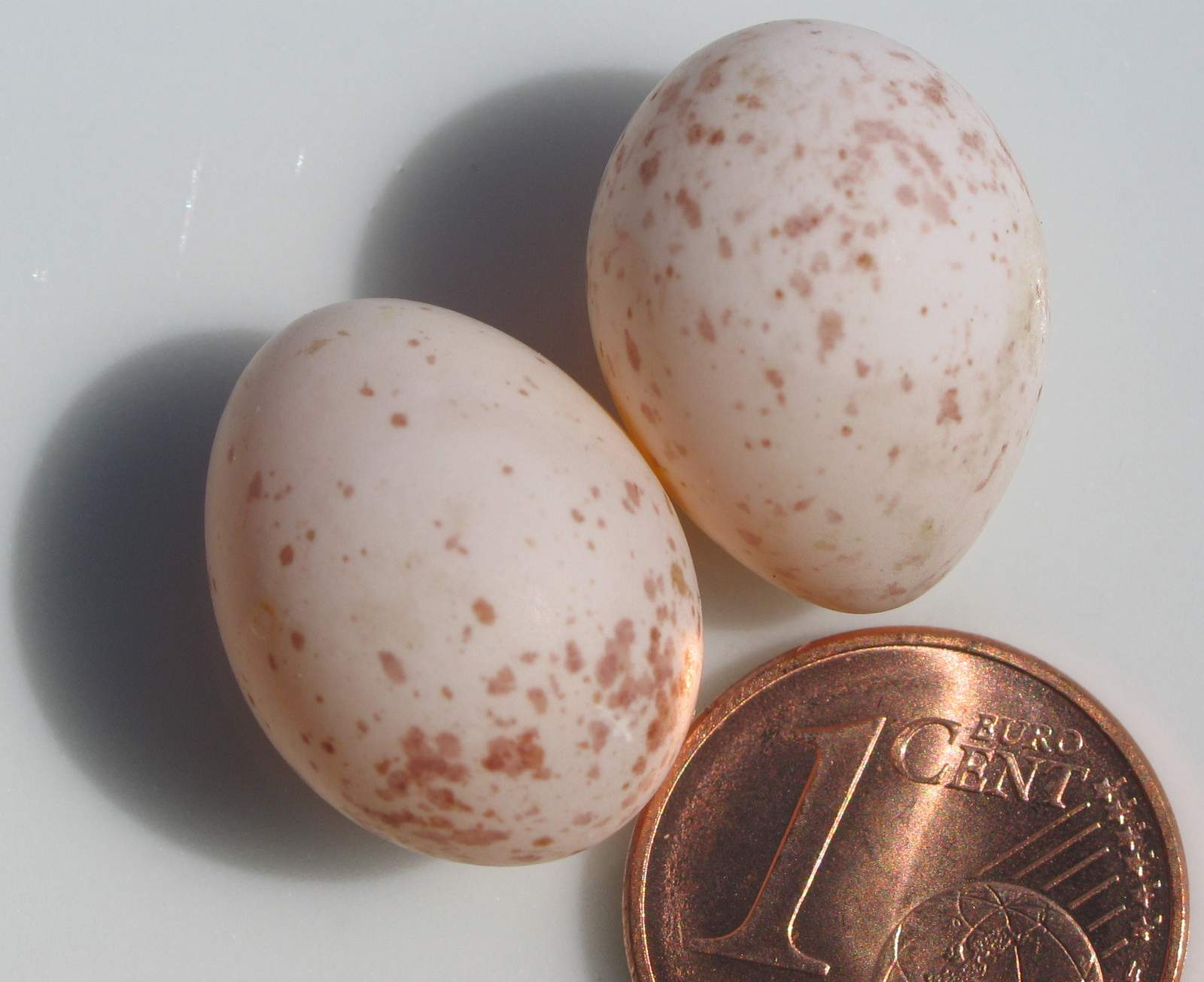
Яйца (диаметр монетки 16,25 мм)
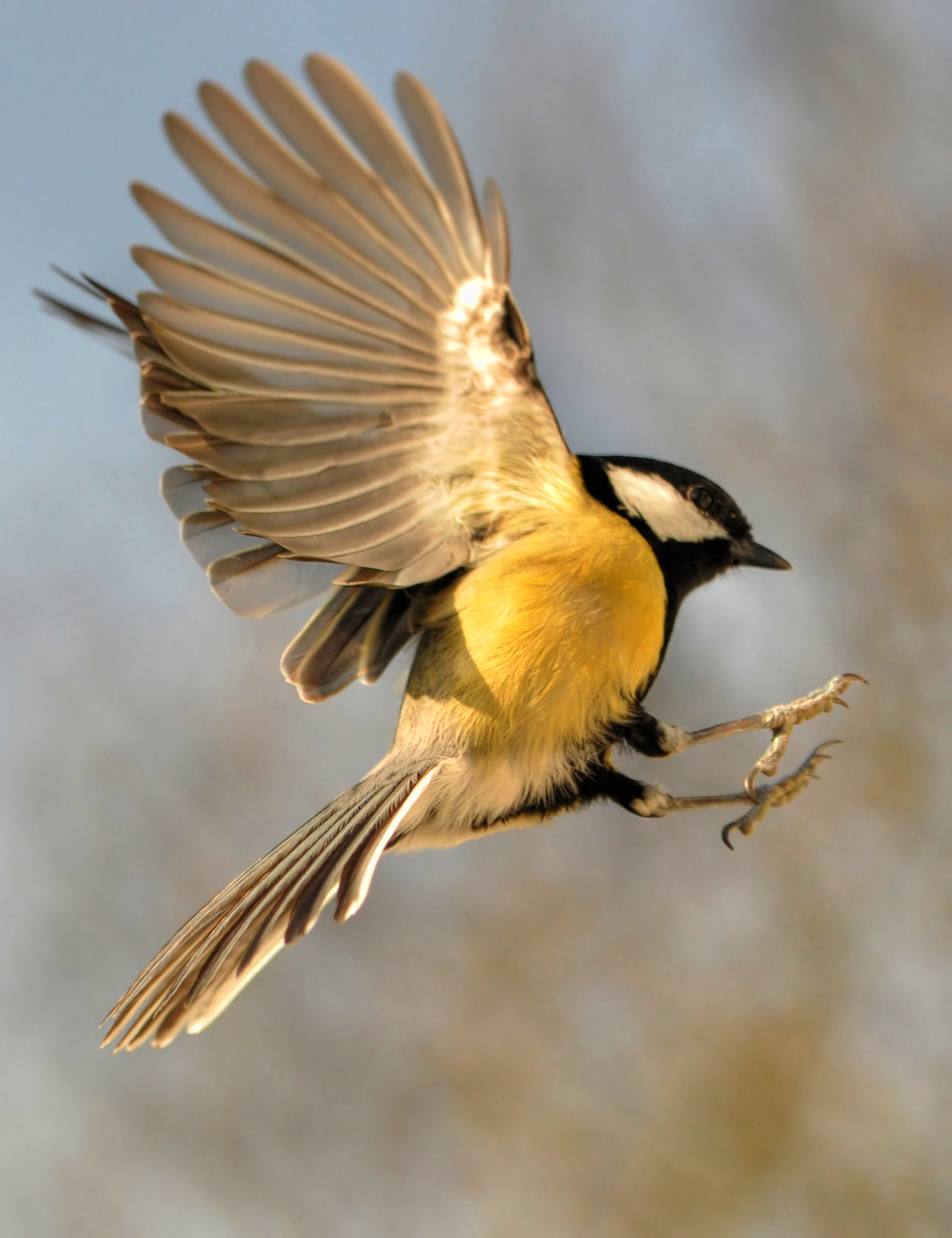
Большая синица в полёте
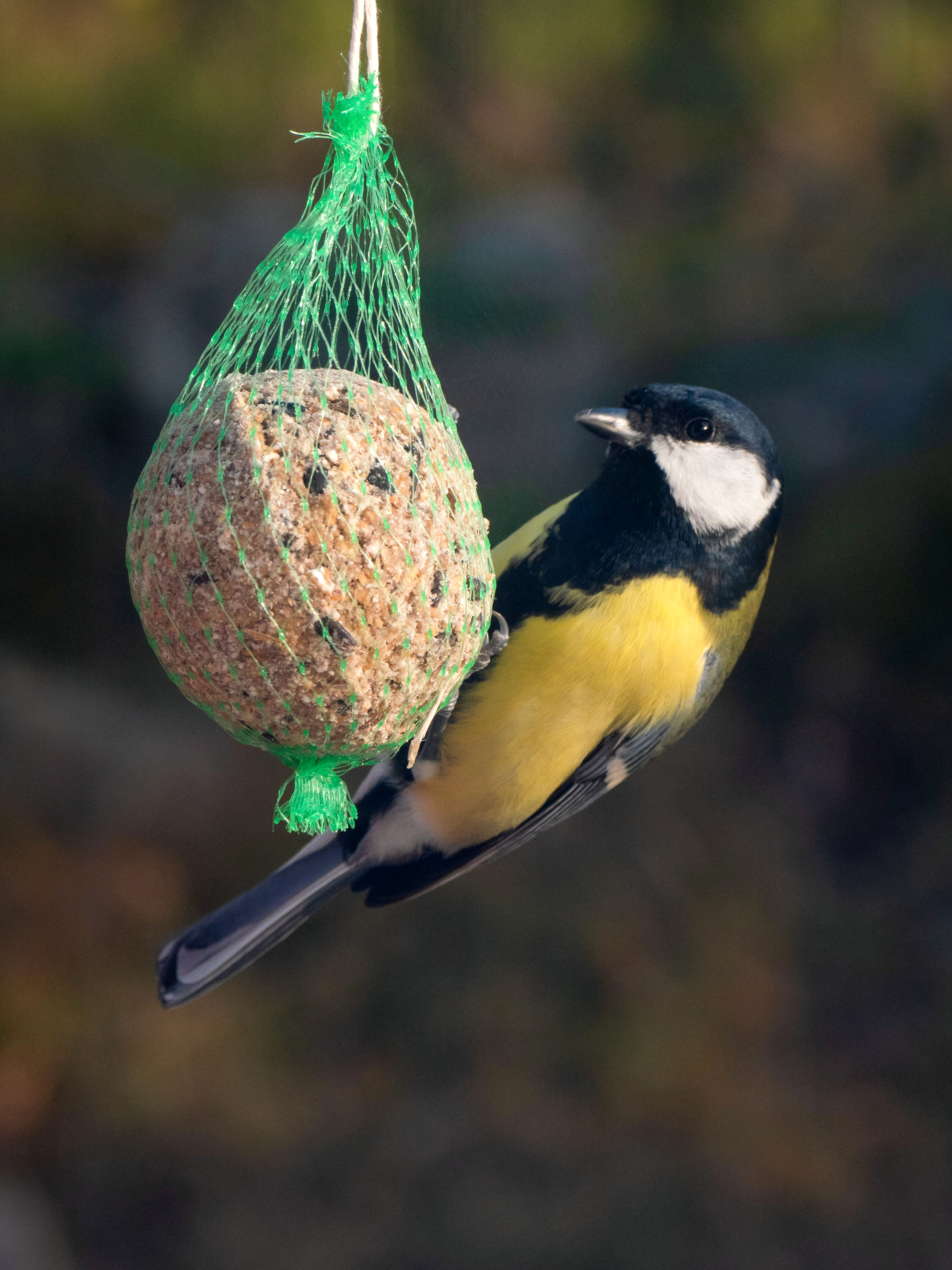
Большая синица клюёт питательный шарик
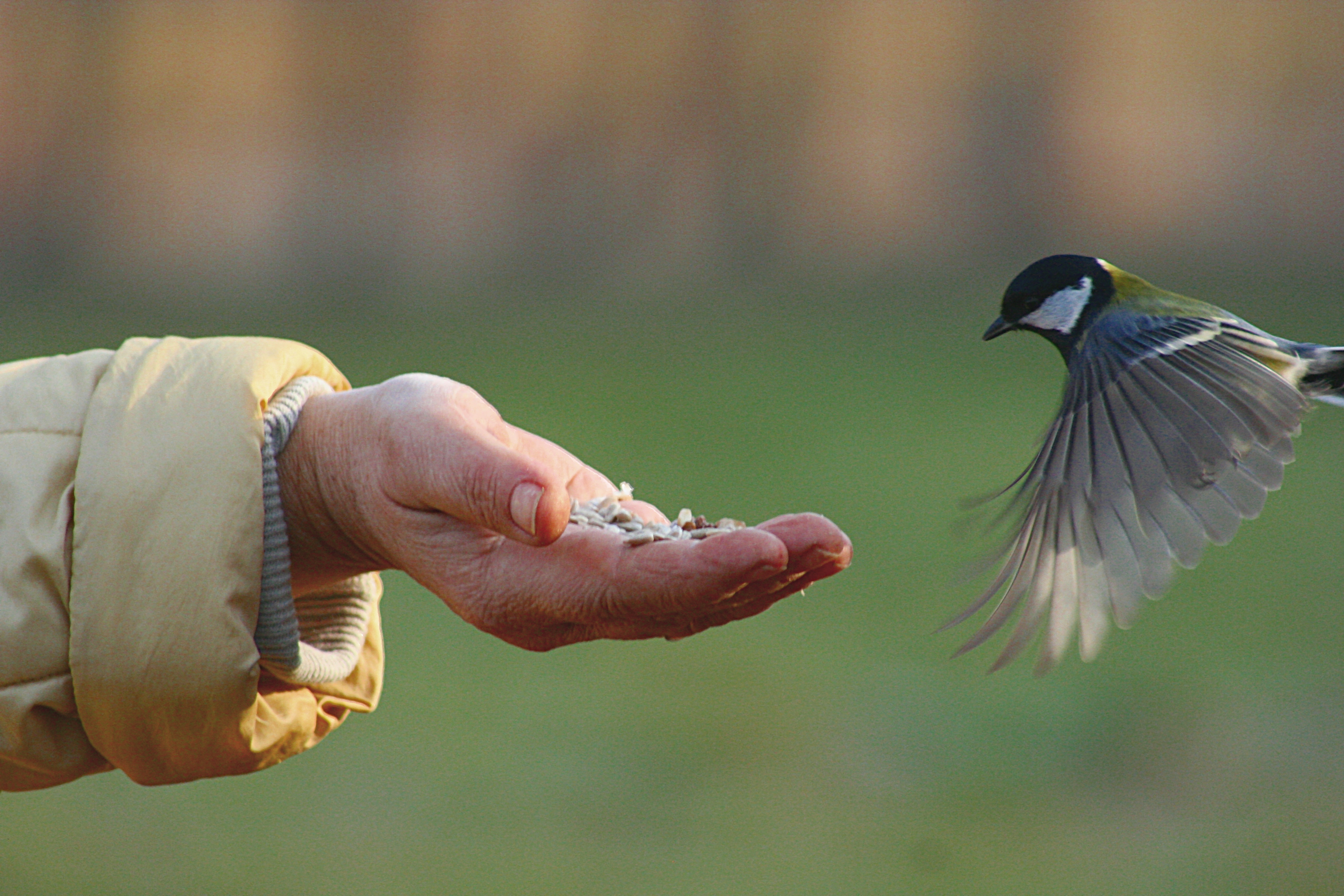
Синица принимает пищу прямо из рук человека
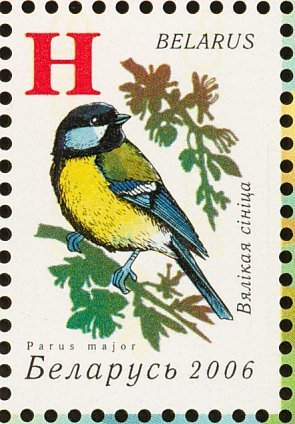
Почтовая марка Беларуси, 2006